# Альберт Буняку
Альберт Буняку (алб. Albert Bunjaku, нар. 29 листопада 1983, Гнілане) — косовський та швейцарський футболіст, нападник клубу «Санкт-Галлен».
Виступав, зокрема, за клуби «Нюрнберг» та «Кайзерслаутерн», а також національну збірну Косова.

## Клубна кар'єра
Народився 29 листопада 1983 року в югославському місті Гнілане, нині — Косово. Коли Альберту було 8 років, він переїхав разом з батьками до Швейцарії. Дуже пізно записався перший раз у футбольну школу — в 13 років до академії клубу «Шлірен». Перш ніж професійно зайнятися футболом, Альберт лише зрідка грав у нього, віддаючи перевагу баскетболу. Згодом грав в академіях «Грассгоппера» та «Янг Фелловз Ювентуса»

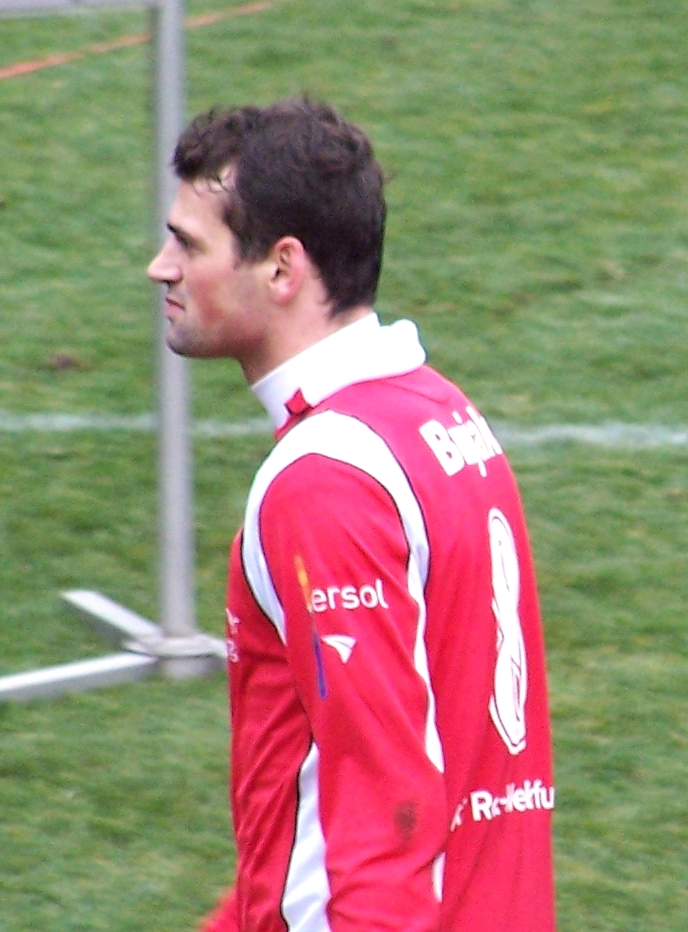
Альберт Буняку під час виступів за «Рот Вайс» (Ерфурт). 2008 рік.

Першою професійною командою для Альберта став «Шаффгаузен», в якому за два з половиною роки він зіграв 68 матчів і забив тринадцять м'ячів. При ньому команда в першому ж сезоні виграла Челлендж-лігу, другий за значимістю димвізіон Швейцарії, і вийшла в еліту.
У січні 2006 року Альберт підписав дворічний контракт з німецьким клубом «Падерборн 07», але провів за команду у Другій Бундеслізі всього 10 матчів і забив 1 м'яч, після чого виявився не потрібен тодішньому тренеру Йосу Луукаю і влітку 2006 року покинув клуб.
Знайти новий клуб Альберту допоміг випадок. Його дружина працювала в бутіку Падерборна, що частково належав дружині колишнього тренера "Падерборна " Павелу Дочеву. Одного разу, розговорившись з нею, дружина Альберта дізналася, що Дочев, який в той час працював в ертфуртському «Рот Вайсі», терміново потребує нападаючому. Незабаром Буняку став гравцем цієї команди, що виступала в третьому за рангом дивізіоні Німеччини.
Альберт привернув увагу широкої громадськості 10 серпня 2008 року. В той день проходив кубковий матч між «Рот-Вайсом» і мюнхенською «Баварією». Буняку вийшов на поле відразу після перерви, а на 47-й і 67-й хвилинах поклав два м'ячі в сітку воріт мюнхенців. Щоправда, це не врятувало його команду, «Баварія» перемогла з рахунком 4:3. Примітно, що той матч був першим офіційним для Юргена Клінсмана на посту головного тренера баварців.
2 лютого 2009 року Буняку перейшов в «Нюрнберг», з яким в тому ж сезоні зайняв третє місце і вийшов до Бундесліги. У елітному німецькому дивізіоні дебютував 15 серпня 2009 року у матчі проти франкфуртського «Айнтрахта». Альберт вийшов на 56-й хвилині, а на 64-й вже забив гол.
Влітку 2012 року уклав контракт з «Кайзерслаутерном» з Другої Бундесліги, у складі якого провів наступні два роки своєї кар'єри гравця.
4 червня 2014 року Буняку перейшов у швейцарський «Санкт-Галлен», підписавши контракт на 3 роки. Відтоді встиг відіграти за швейцарську команду 56 матчів в національному чемпіонаті.

## Виступи за збірні
Протягом 2004—2006 років залучався до складу молодіжної збірної Швейцарії. На молодіжному рівні зіграв у 15 офіційних матчах, забив 7 голів.
14 листопада 2009 року дебютував в офіційних іграх у складі національної збірної Швейцарії. Це був домашній товариський матч проти збірної Норвегії, який збірна Швейцарії програла з рахунком 0:1.
2 червня 2010 року Буняку включений в заявку збірної Швейцарії на чемпіонат світу 2010 року у ПАР, замінивши в списку нападника Марко Штреллера, який надірвав м'яз лівого стегна на тренуванні. На самому мундіалі Альберт зіграв лише в одному матчі проти збірної Чилі (0:1). Загалом провів у формі головної команди Швейцарії 6 матчів, забивши 1 гол.
5 березня 2014 року дебютував в офіційних іграх у складі національної збірної Косова у товариському матчі проти збірної Гаїті (0:0), вийшовши у стартовому складі.
| Дата       | Місто                  | Господарі | Результат | Гості      | Турнір             | Голи | Примітки |
| ---------- | ---------------------- | --------- | --------- | ---------- | ------------------ | ---- | -------- |
| 14-11-2009 | Женева                 | Швейцарія | 0 – 1     | Норвегія   | товариський матч   | -    | 46'      |
| 3-3-2010   | Санкт-Галлен           | Швейцарія | 1 – 3     | Уругвай    | товариський матч   | -    | 46'      |
| 1-6-2010   | Сьйон                  | Швейцарія | 0 – 1     | Коста-Рика | товариський матч   | -    | 76'      |
| 21-6-2010  | Порт-Елізабет          | Чилі      | 1 – 0     | Швейцарія  | ЧС 2010 - 1-й етап | -    | 77'      |
| 11-8-2010  | Клагенфурт-ам-Вертерзе | Австрія   | 0 – 1     | Швейцарія  | товариський матч   | -    | 75'      |
| 3-9-2010   | Санкт-Галлен           | Швейцарія | 0 – 0     | Австралія  | товариський матч   | -    |          |
| Усього     |                        | Матчів    | 6         |            | Голів              | 0    |          |